# Владислав II (господарь Валахии)
Владислав II (рум. Vladislav II; ум. 22 августа 1456) — господарь Валахии (1447—1448, 1448—1456) из династии Басарабов-Данешти, сын или внук валашского господаря Дана II.

## Биография
В декабре 1447 году после убийства боярами господаря Влада II Дракула и его старшего сына Мирчи Владислав II занял валашский престол при поддержке трансильванского воеводы Яноша Хуньяди.
В октябре 1448 года турки-османы изгнали валашского господаря Владислава II и посадили на господарский трон своего ставленника Влада III Цепеша.
В декабре 1448 года при помощи венгерских войск Владислав II вернул себе валашский трон. Во время своего второго правления Владислав II стал лавировать между Венгрией и Турцией. Валашский господарь Владислав возобновил выплату дани туркам, за что венгры отобрали у него город Фэгэраш.
В августе 1456 года Владислав II потерпел поражение от своего соперника Влада Цепеша, который приказал его умертвить.